# Catasetum hoehnei
Catasetum hoehnei är en orkidéart som beskrevs av Rudolf Mansfeld. Catasetum hoehnei ingår i släktet Catasetum och familjen orkidéer. Inga underarter finns listade i Catalogue of Life.